# 小河原智子
小河原 智子（おがわら ともこ、1957年6月6日 - ）は、日本の似顔絵アーティスト、漫画家、イラストレーター。東京都荒川区出身。武蔵野美術大学卒業。
現在は、読売新聞契約似顔絵作家として新聞紙面の似顔絵を担当。雑誌等の似顔絵イラストでも活動中。独自に考案した『ポジション式似顔絵法』の理論で、NHK「ためしてガッテン」「趣味悠々」などのTV出演多数。
似顔絵スクールや通信教育の講師をすることにより似顔絵の普及につとめている。（株）星の子プロダクション取締役。

## 著書
- 「似顔絵18のテクニック―ワンポイントで楽しむ 単行本」日貿出版 – 2002/11
- 「小河原智子のだれでもカンタン!「ポジション式」似顔絵入門 単行本」河出書房新社 – 2005/5/14
- 「大好きな人の似顔絵があっというまに描ける本 単行本」KKベストセラーズ – 2006/9
- 「10歳若返る!似顔絵練習帳 単行本」ベストセラーズ – 2007/8
- 「かんたん似顔絵教室 単行本（ソフトカバー）」KKベストセラーズ – 2008/7/26
- 「トモダチコレクション　おもしろそっくり！Miiつく～るブック」 – 2010/9/24
- 「小河原智子の似顔絵入門―超カンタン「ポジション式」で、初めてでもらくらく描ける！楽しめる！ (趣味入門) 大型本」主婦の友社 – 2012/3/9
- 「本物よりも本物らしい「超パーツ式」似顔絵入門 単行本」KKベストセラーズ – 2012/8/21
- 「ビジネスマンの似顔絵活用超入門 (経法ビジネス新書) 新書」経済法令研究会 – 2016/1
- 「最新版 小河原智子の似顔絵入門 単行本（ソフトカバー）」主婦の友社– 2016/9/2

## 出演

### テレビ番組
- 「 TVチャンピオン　」全国似顔絵選手権（1997年、テレビ東京）
- ハイビジョン特集　「天才画家の肖像　江戸っ子浮世絵師、参上 ～歌川国芳～」（2007年11月7日、NHK BSハイビジョン）
- 趣味悠々11～12月　全8回『簡単！ソックリ！似顔絵塾』（NHK）
- 「ヒルナンデス!」　オトナのシュミ活コーナー（2016年2月1日日本テレビ）
- 「 ホンマでっか!?TV」（2016年6月15日フジテレビ）